# Coralliophila costata
Coralliophila costata är en snäckart som först beskrevs av de Blainville 1832.  Coralliophila costata ingår i släktet Coralliophila och familjen Coralliophilidae. Inga underarter finns listade i Catalogue of Life.